# Bezzia palustris
Bezzia palustris är en tvåvingeart som beskrevs av Jean Clastrier 1962.
Bezzia palustris ingår i släktet Bezzia och familjen svidknott. Inga underarter finns listade i Catalogue of Life.